# Cochliopalpus catherina
Cochliopalpus catherina är en skalbaggsart. Cochliopalpus catherina ingår i släktet Cochliopalpus och familjen långhorningar.

## Underarter
Arten delas in i följande underarter:
- C. c. catherina
- C. c. naivashae